# کتابخانه دانشگاه پرینستون

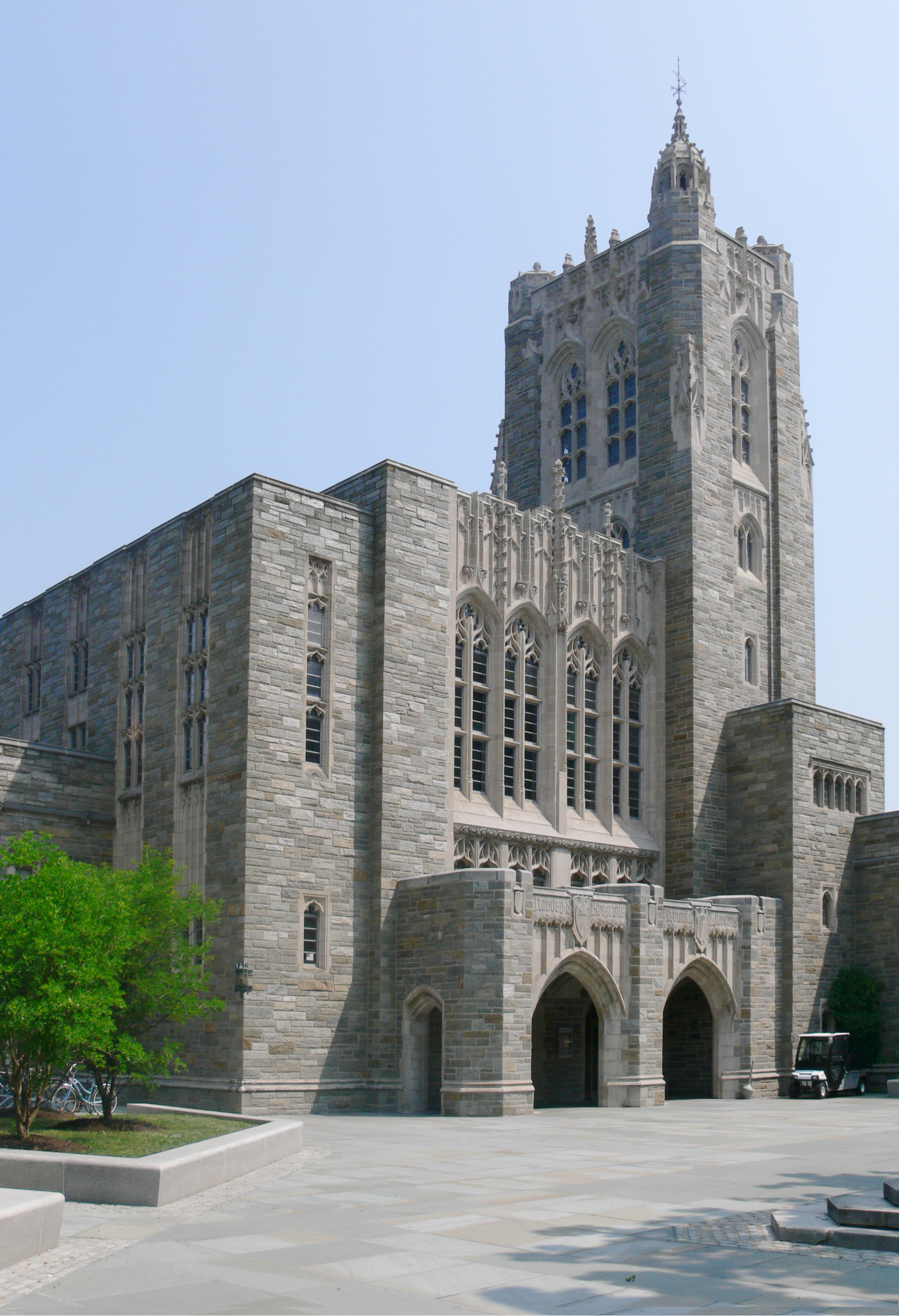
کتابخانه دانشگاه پرینستون

کتابخانهٔ دانشگاهِ پرینستن (به انگلیسی: Princeton University Library) نام یک سامانه کتابخانه‌ای در آمریکا است. این موسسه متعلق به دانشگاه پرینستون است.
سیستم کتابخانه این دانشگاه با 6,941,254 عنوان کتاب در زمره بزرگترین مخازن کتب کشور آمریکا محسوب می‌شود.